# Kuźnica Grabowska (gmina)
Kuźnica Grabowska – dawna gmina wiejska istniejąca do 1953 roku w województwie łódzkim oraz krótko na początku 1973 roku w województwie poznańskim (dzisiejsze woj. wielkopolskie). Do 1953 roku siedzibą władz gminy był Czajków, a w 1973 roku Kuźnica Grabowska.

## Historia
W okresie międzywojennym gmina Kuźnica Grabowska należała do powiatu wieluńskiego w woj. łódzkim. Po wojnie gmina zachowała przynależność administracyjną. Według stanu z dnia 1 lipca 1952 roku gmina składała się z 9 gromad: Czajków, Głuszyna, Jelenie, Klon, Kuźnica Grabowska, Michałów, Mielcuchy, Muchy i Salamony. 21 września 1953 roku gmina została przemianowa na gminę Czajków, którą zniesiono 29 września 1954 roku wraz z reformą wprowadzającą gromady w miejsce gmin.
1 stycznia 1973 roku, wraz z kolejną reformą administracyjną, tym razem w powiecie ostrzeszowskim w województwie poznańskim, reaktywowano gminę Kuźnica Grabowska o zmienionych granicach (objęła miejscowości Mącznik, Podrenta i Renta, należące dawniej do gminy Ostrów Kaliski w powiecie kaliskim). W jej skład weszły sołectwa: Czajków, Głuszyna, Jelenie, Klon, Kraszewice, Kuźnica Grabowska, Mączniki, Michałów, Mielcuchy, Muchy, Podrenta (bez miejscowości Jaźwiny i Smolarnia), Renta i Salomony Grabowskie. 
Po niecałych dwóch miesiącach, bo już 27 lutego 1973 roku gmina została zniesiona, a jej obszar włączony do gminy Grabów nad Prosną (uchwałę opublikowano dopiero 30 marca 1973). Ponieważ uchwała weszła w życie z mocą obowiązującą retroaktywnie od 1 stycznia 1973, de jure gmina Kuźnica Grabowska nie została utworzona.
W późniejszych latach z obszaru gminy Grabów nad Prosną, odpowiadającemu zasięgowi planowanej gminy Kuźnica Grabowska, powstały gminy Czajków (w 1982) i Kraszewice (w 1984).